# Seznam děkanů Zahradnické fakulty Mendelovy univerzity v Brně
Toto je seznam děkanů Zahradnické fakulty Mendelovy univerzity v Brně.
1. Vlastimil Fic (1985–1990)
2. František Kobza (1990–1992)
3. Milan Rajnoch (1992–1995)
4. Jan Goliáš (1995–1998)
5. Milan Rajnoch (1998–2004)
6. Petr Kučera (2004–2011)
7. Robert Pokluda (2011–2019)
8. Alena Salašová (2019–2023)[3][4]
9. Patrik Burg (od 2023)[5]